# Centro Esportivo, Recreativo e Educativo do Trabalhador
O Centro Esportivo, Recreativo e Educativo do Trabalhador (CERET) é um grande local onde se elabora programações recreativas, educacionais, culturais, sociais, esportivas, cívicas e correlatas, localizado na cidade de São Paulo, no bairro Jardim Anália Franco, distrito de Vila Formosa.
Toda área é originária da antiga reserva da mata atlântica conhecida popularmente como mata Paula Souza que tinha uma área de 750.000 metros quadrados, em 26 de outubro de 1960 o então governador de São Paulo, Adhemar de Barros declara de utilidade pública esta área (Decreto estadual lei nº 5.752), a fim de ser adaptada para centro de recreação mas só no ano de 1970 parte desta área foi desapropriada pelo então governador de São Paulo, Abreu Sodré, que iniciou a construção de um grande centro de lazer, que só foi inaugurado no dia 25 de janeiro de 1975, pelo então governador do estado de São Paulo, Laudo Natel.
O CERET possui uma área de 286.000 metros quadrados, sendo que cerca de 90% é constituído de área verde e o restante dividido em construções dedicadas ao esporte e lazer.
Por conter uma grande área verde e consequente excelente qualidade do ar, é um dos melhores locais da Zona Leste de São Paulo para prática de corrida e caminhada, contendo três tipos de pistas, sendo uma oficial de atletismo com piso de carvão, com aferidos 400 metros tendo ao lado uma grande arquibancada com banheiros e vestuários, uma pista de asfalto com um percurso de 1600 metros e uma maior que circunda todo o local que é de terreno misto sendo parte de terra batida e outra de asfalto com 2200 metros.[carece de fontes?]
Lá esta instalada uma piscina com 100 de comprimento por 50 metros de largura e com capacidade de armazenar 5,5 milhões de litros de água. Além do mais tem dois grandes campos de futebol, mais de uma dezena de quadras poliesportivas para prática dos mais diversos esportes coletivos como vôlei, basquete e futebol de salão, e várias quadras para prática de tênis.
Em 2010, o Estádio do Trabalhador, principal instalação do parque para a prática do futebol, passou a receber a prática do rugby, se tornando oficialmente a Arena Paulista de Rugby, primeira instalação esportiva pública dedicada à prática de tal esporte em São Paulo.
Além da área verde propiciar um ótimo ambiente para as pessoas, várias aves também se beneficiam dela. Para os adeptos ao birdwatching é um ótimo local para observar as mais diversas espécies, como o sabiá-do-campo, quero-quero, asa-branca e o periquito-rico. Recentemente foi realizado um levantamento sobre as espécies no parque, foi observado mais de 26 espécies de aves no local, porém este número pode ser (ou é) superior devido ao constante aumento da migração de aves no local.
A gestão João Doria (PSDB) reduziu o horário de funcionamento do parque, após a diminuição do número de vigilantes que fazem a segurança no parque. Desde 1º de julho de 2017, o parque funciona das 6h às 22h, de segunda à sexta-feira, e das 6h às 20h, aos fins de semana.